# Тал-Мрза, Георгий Васильевич
Гео́ргий Тал-Мрза, Гео́ргий Тал-Мырза́ (чув.  Георгий Тал-Мӑрса, настоящее имя Гео́ргий Васи́льевич За́йцев; 26 ноября 1895, Убей, Симбирская губерния, Российская империя — 7 декабря 1921, Ачинск, Енисейская губерния, Российская империя) — один из первых чувашских драматургов. Работал артистом, режиссёром и переводчиком первого в истории Чувашии передвижного профессионального театра.

## Биография
Родился 26 ноября 1895 года в селе Убей Дрожжановского района Республики Татарстан.
В 1909—1915 годах учился в Симбирской чувашской учительской школе. 1915-м году мобилизован на 1-ю мировую войну, в том же году был тяжело ранен в Карпатах. В 1918—1920 гг. Зайцев учился в Казанском археологическим институте малых народностей.
Осенью 1918 года примкнул, после возобновления театральной деятельности, к труппе первого чувашского театра, получившего название «Чувашский советский передвижной театр» (ЧСПТ).
В 1920 году переехал в родную деревню. Во время голода в Поволжье переехал в Сибирь.
Преподавал в Ачинском педтехникуме, но внезапно заболел тифом и умер 7 декабря 1921 года.
Литературно-художественное творчество началось со сбора народных песен, сочинения стихов и переводов русской и зарубежной драматургии для чувашского театра. Написал для чувашского театра 9 пьес, перевел более 40 пьес русских и мировых классиков.

## Произведения
«Кам айӑпӗ» (Чья вина), «Силпи — пӑлхар пики» (Сильби — дочь булгарского хана), «Вӑйлисен айӑпӗ» (Вина сильных), «Ҫӗнӗ пурнӑҫ шурампуҫӗ» (Заря новой жизни) др.

## Награды
- Георгиевский крест 4 степени[3].